# Ještě větší blbec, než jsme doufali
Ještě větší blbec, než jsme doufali je česká filmová komedie z roku 1994 režiséra Víta Olmera. 

## Děj
Vít Dolejší pracuje v podzemí Národního divadla, kde hlídá stav spodních vod, je ale vyhozen. Následně ale zdědí po svém dědečkovi hotel Richmond v Karlových Varech a navíc pět milionů dolarů, které musí použít k rekonstrukci hotelu. Kvůli tomu se na něj nalepí známý vekslák, bývalý estébák Křiváček a advokát Wágner. Ti se z něj peníze snaží vymámit.

## Obsazení
- Luděk Sobota jako Vít Dolejší
- Simona Chytrová jako Alice
- Roman Skamene jako vekslák
- Jan Přeučil jako estébák Křiváček
- Tomáš Töpfer jako advokát Wágner
- Jára Kohout jako dědeček z Ameriky
- Nika Brettschneiderová jako Magda Kostohryzová
- Adriana Sobotová jako Erika
- Jan Kraus jako Gold
- Martin Hub jako Vazba
- Jiří Schwarz jako psychiatr
- Charlie Kasal jako anglický gynekolog
- Ivan Mládek jako průvoce
- Gene Deitch jako Steve Kelly
- Václav Sloup jako šéf ruského komanda
- Anna Ferencová jako bytná Janečková

## Produkce
Film měl původně režírovat Zdeněk Sirový.
Natáčení probíhalo v Liblicích, Svatém Janu nad Skal, Ruzyni, Doksech a Karlových Varech.
Premiéra proběhla 2. června 1994.

## Recenze
Snímek obdržel v roce 1994 cenu Plyšový lev během udílení cen Český lev za nejhorší film roku. Film byl od českých recenzentů hodnocen silně podprůměrně.